# Ohakunea papuensis
Ohakunea papuensis är en tvåvingeart som beskrevs av Jaschhof och Heikki Hippa 2003. Ohakunea papuensis ingår i släktet Ohakunea och familjen slemrörsmyggor. Inga underarter finns listade i Catalogue of Life.